# Gornja Obreška
Gornja Obreška es una localidad de Croacia en el municipio de Kloštar Ivanić, condado de Zagreb.

## Geografía
Se encuentra a una altitud de 132 m s. n. m. a 54,2 km de la capital nacional, Zagreb.

## Demografía
En el censo 2011, el total de población de la localidad fue de 121 habitantes.
Según estimación 2013 contaba con una población de 120 habitantes.